# Gastrancistrus punctatiscutum
Gastrancistrus punctatiscutum är en stekelart som först beskrevs av Girault 1922.  Gastrancistrus punctatiscutum ingår i släktet Gastrancistrus och familjen puppglanssteklar. Inga underarter finns listade i Catalogue of Life.